# Apostenus
Apostenus – rodzaj pająków z rodziny obniżowatych.
Pająki te odznaczają się prosomą o szerokiej części głowowej. Oczy osadzone są blisko siebie. W widoku od góry przednie pary oczu leżą w linii prostej, a widoku od przodu mała para przednio-środkowa leży nieco wyżej niż duże oczy pary średnio-bocznej. Oczy tylno-środkowej pary leżą w widoku od przodu wyżej, a widoku od góry bardziej z przodu niż oczy pary tylno-bocznej. Warga dolna jest szersza niż dłuższa i krótsza niż połowa długości szczęk. Odnóża kroczne dwóch początkowych par mają po pięć par kolców na spodnich powierzchniach goleni i po trzy pary kolców na spodzie nadstopiów.
Rodzaj i gatunek typowy opisane zostały w 1851 roku przez Niklasa Westringa. Dotychczas opisano 13 gatunków:
- Apostenus algericus Bosmans, 1999
- Apostenus annulipedes Wunderlich, 1987
- Apostenus annulipes Caporiacco, 1935
- Apostenus californicus Ubick & Vetter, 2005
- Apostenus crespoi Lissner, 2017
- Apostenus ducati Bennett, Copley & Copley, 2013
- Apostenus fuscus Westring, 1851
- Apostenus gomerensis Wunderlich, 1992
- Apostenus grancanariensis Wunderlich, 1992
- Apostenus humilis Simon, 1932
- Apostenus maroccanus Bosmans, 1999
- Apostenus ochraceus Hadjissarantos, 1940
- Apostenus palmensis Wunderlich, 1992

Rodzaj rozprzestrzeniony jest holarktycznie, przy czym cztery gatunki są endemitami Wysp Kanaryjskich. W Polsce występuje tylko A. fuscus (zobacz: obniżowate Polski).